# 카팜팡안어 위키백과

카팜팡안어 위키백과는 카팜팡안어로 운영되는 위키백과이다. 기호는 pam이다.